# Rock the Cosmos Tour
Rock the Cosmos Tour fue la gira que realizó la banda de rock inglesa Queen junto a Paul Rodgers tras el lanzamiento de su primer disco de estudio en 13 años. En esta ocasión Queen vuelve a Latinoamérica después de 22 años. Pese a las malas ventas del disco, el tour fue todo un éxito.
Se ha rumoreado que la banda lanzará un DVD con lo mejor de su tour en Latinoamérica, aunque no hay nada confirmado por parte de la banda.

## Personal
- Paul Rodgers (voz, guitarra acústica, piano)
- Brian May (guitarra, guitarra acústica, voz)
- Roger Taylor (batería, voz)
- Freddie Mercury (Voz grabada, piano)
- Jamie Moses (guitarra rítmica, guitarra acústica, coro)
- Danny Miranda (bajo, guitarra acústica, coro)
- Spike Edney (teclados, coro)

## Lista de canciones
Este set list es representativo del concierto ofrecido el 13 de Octubre de 2008 en Londres. No representa todos los conciertos del tour.
1. "Hammer to Fall"
2. "Tie Your Mother Down"
3. "Fat Bottomed Girls"
4. "Another One Bites the Dust"
5. "I Want It All"
6. "I Want to Break Free"
7. "C-lebrity"
8. "Surfs Up... School's Out"
9. "Seagull"
10. "Love of My Life"
11. "'39"
12. "Bass solo" / "Drum solo"
13. "I'm in Love with My Car"
14. "A Kind of Magic"
15. "Say It's Not True"
16. "Bad Company"
17. "We Believe"
18. "Guitar Solo" / "Bijou" / "Last Horizon"
19. "Radio Ga Ga"
20. "Crazy Little Thing Called Love"
21. "The Show Must Go On"
22. "Bohemian Rhapsody"

Bises
1. "Cosmos Rockin'"
2. "All Right Now"
3. "We Will Rock You"
4. "We Are the Champions"

## Fechas de la Gira
| Fecha                                         | Ciudad         | País                   | Lugar                                             |
| --------------------------------------------- | -------------- | ---------------------- | ------------------------------------------------- |
| Primera Manga - Europa                        |                |                        |                                                   |
| 12 de septiembre de 2008                      | Járkov         | Ucrania                | Freedom Square                                    |
| 15 de septiembre de 2008                      | Moscú          | Rusia                  | SCO Olympic Arena                                 |
| 16 de septiembre de 2008                      | Moscú          | Rusia                  | SCO Olympic Arena                                 |
| 19 de septiembre de 2008                      | Riga           | Letonia                | Arena Riga                                        |
| 21 de septiembre de 2008                      | Berlín         | Alemania               | Velódromo de Berlín                               |
| 23 de septiembre de 2008                      | Amberes        | Bélgica                | Sports Paleis                                     |
| 24 de septiembre de 2008                      | París          | Francia                | Bercy                                             |
| 26 de septiembre de 2008                      | Roma           | Italia                 | Palalottomatica                                   |
| 28 de septiembre de 2008                      | Milán          | Italia                 | Arena                                             |
| 29 de septiembre de 2008                      | Zúrich         | Suiza                  | Hallenstadion                                     |
| 30 de septiembre de 2008                      | Katowice       | Polonia                | Spodek                                            |
| 1 de octubre de 2008                          | Múnich         | Alemania               | Olympiahalle                                      |
| 2 de octubre de 2008                          | Mannheim       | Alemania               | SAP Arena                                         |
| 4 de octubre de 2008                          | Hannover       | Alemania               | TUI Arena                                         |
| 5 de octubre de 2008                          | Hamburgo       | Alemania               | Color Line Arena                                  |
| 7 de octubre de 2008                          | Róterdam       | Holanda                | Ahoy Hall                                         |
| 8 de octubre de 2008                          | Luxemburgo     | Luxemburgo             | Rockhal                                           |
| 10 de octubre de 2008                         | Nottingham     | Reino Unido            | Motorpoint Arena Nottingham                       |
| 11 de octubre de 2008                         | Glasgow        | Reino Unido            | SE&CC                                             |
| 13 de octubre de 2008                         | Londres        | Reino Unido            | The O2 Arena                                      |
| 14 de octubre de 2008                         | Cardiff        | Reino Unido            | Arena                                             |
| 16 de octubre de 2008                         | Birmingham     | Reino Unido            | Resorts World Arena                               |
| 18 de octubre de 2008                         | Liverpool      | Reino Unido            | Liverpool Arena                                   |
| 19 de octubre de 2008                         | Sheffield      | Reino Unido            | Sheffield Arena                                   |
| 22 de octubre de 2008                         | Barcelona      | España                 | Palau Sant Jordi                                  |
| 24 de octubre de 2008                         | Murcia         | España                 | Estadio de La Condomina                           |
| 25 de octubre de 2008                         | Madrid         | España                 | Palacio de los Deportes de la Comunidad de Madrid |
| 28 de octubre de 2008                         | Budapest       | Hungría                | Sportarena                                        |
| 29 de octubre de 2008                         | Belgrado       | Serbia                 | Arena                                             |
| 31 de octubre de 2008                         | Praga          | República Checa        | O2 Arena                                          |
| 1 de noviembre de 2008                        | Viena          | Austria                | Stadthalle                                        |
| 4 de noviembre de 2008                        | Newcastle      | Reino Unido            | Newcastle Arena                                   |
| 5 de noviembre de 2008                        | Mánchester     | Reino Unido            | M.E.N. Arena                                      |
| 7 de noviembre de 2008                        | Londres        | Reino Unido            | The O2 Arena                                      |
| 8 de noviembre de 2008                        | Londres        | Reino Unido            | Wembley Arena                                     |
| Segunda Manga - Medio Oriente y Latinoamérica |                |                        |                                                   |
| 14 de noviembre de 2008                       | Dubái          | Emiratos Árabes Unidos | Dubai Autodrome                                   |
| 19 de noviembre de 2008                       | Santiago       | Chile                  | Estadio San Carlos de Apoquindo                   |
| 21 de noviembre de 2008                       | Buenos Aires   | Argentina              | Estadio Vélez Sársfield                           |
| 26 de noviembre de 2008                       | São Paulo      | Brasil                 | Via Funchal Arena                                 |
| 27 de noviembre de 2008                       | São Paulo      | Brasil                 | Via Funchal Arena                                 |
| 29 de noviembre de 2008                       | Río de Janeiro | Brasil                 | HSBC Arena                                        |